# ساندي بينيت
ساندي بينيت (بالإنجليزية: Sandy Bennett) هي لاعب هوكي الحقل نيوزيلندية، ولدت في 25 مايو 1972 في Dargaville ‏ في نيوزيلندا.

## وصلات خارجية
- ساندي بينيت على موقع أوليمبيديا (الإنجليزية)
- ساندي بينيت على موقع اتحاد ألعاب الكومنولث (مؤرشف) (الإنجليزية)